# Witless Bay (plaats)
Witless Bay is een gemeente (town) in de Canadese provincie Newfoundland en Labrador. De gemeente ligt op het schiereiland Avalon aan de oostkust van het eiland Newfoundland.

## Toponymie
Witless Bay betekent letterlijk "onnozele baai" of "stupide baai", waardoor het tot een van de vele bizarre Newfoundlandse plaatsnamen gerekend wordt. Er heerst discussie over wat de ware oorsprong van de plaatsnaam is. De naam zou mogelijks een vervorming kunnen zijn van "Whittle's Bay" (naar een familienaam) of van "wittle's bay" (naar een kruidachtige plant). Een andere mogelijkheid is dat "Witless" verwijst naar het karakter van de zee aldaar.

## Geografie
Witless Bay grenst in het noorden aan de gemeente Bay Bulls, in het westen en zuiden aan gemeentevrij gebied en in het oosten aan Witless Bay, een baai van de Atlantische Oceaan. De plaats ligt zo'n 30 km ten zuiden van de provinciehoofdstad St. John's en 2 km ten noorden van het dorp Mobile.

## Demografie
De gemeente maakt deel uit van de Metropoolregio St. John's, een van de enige delen van de provincie waar er zich de laatste jaren een demografische groei voordoet. Tussen 2001 en 2021 steeg de bevolkingsomvang van Witless Bay van 1.056 naar 1.640. Dat komt neer op een stijging van 584 inwoners (+55,3%) in twintig jaar tijd. 
Vooral tussen 2011 en 2016 steeg het inwoneraantal er heel sterk. Met een aangroei van 38,7% was het bij verre de snelst groeiende gemeente van provincie in die periode. De gemeente is door de relatieve nabijheid tot de stad St. John's aantrekkelijk geworden. Hierdoor werd in de jaren 2010 de wijk "Emerald Estates" aangelegd die goed was voor 160 nieuwe woningen.
| Demografische ontwikkeling van Witless Bay tussen 1991 en 2021  |
| --------------------------------------------------------------- |
|                                                                 |
| Bron: Statistics Canada (1991–1996, 2001–2006, 2011–2016, 2021) |

### Taal
In 2021 had 99% van de inwoners van Witless Bay het Engels als moedertaal; alle anderen waren die taal machtig. Hoewel niemand het Frans als moedertaal had, waren er 40 mensen die die andere Canadese landstaal konden spreken (2,4%). De meest gekende taal naast het Engels of het Frans was het Spaans, met zo'n tien mensen die die taal anno 2021 machtig waren.

## Galerij

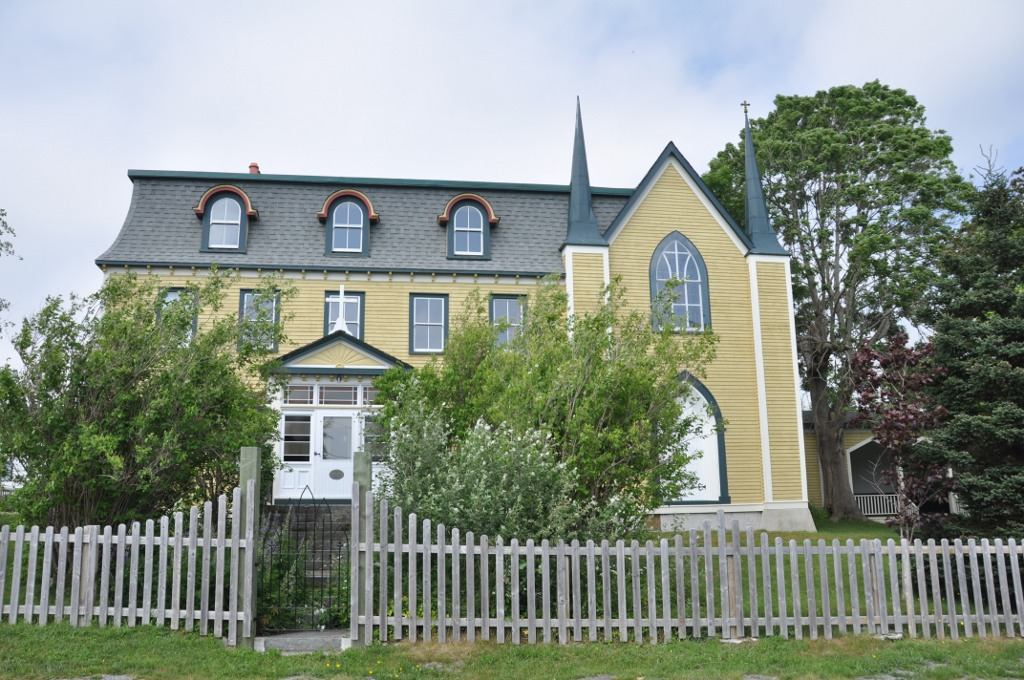
Heilige-Drievuldigheidsklooster en -kapel
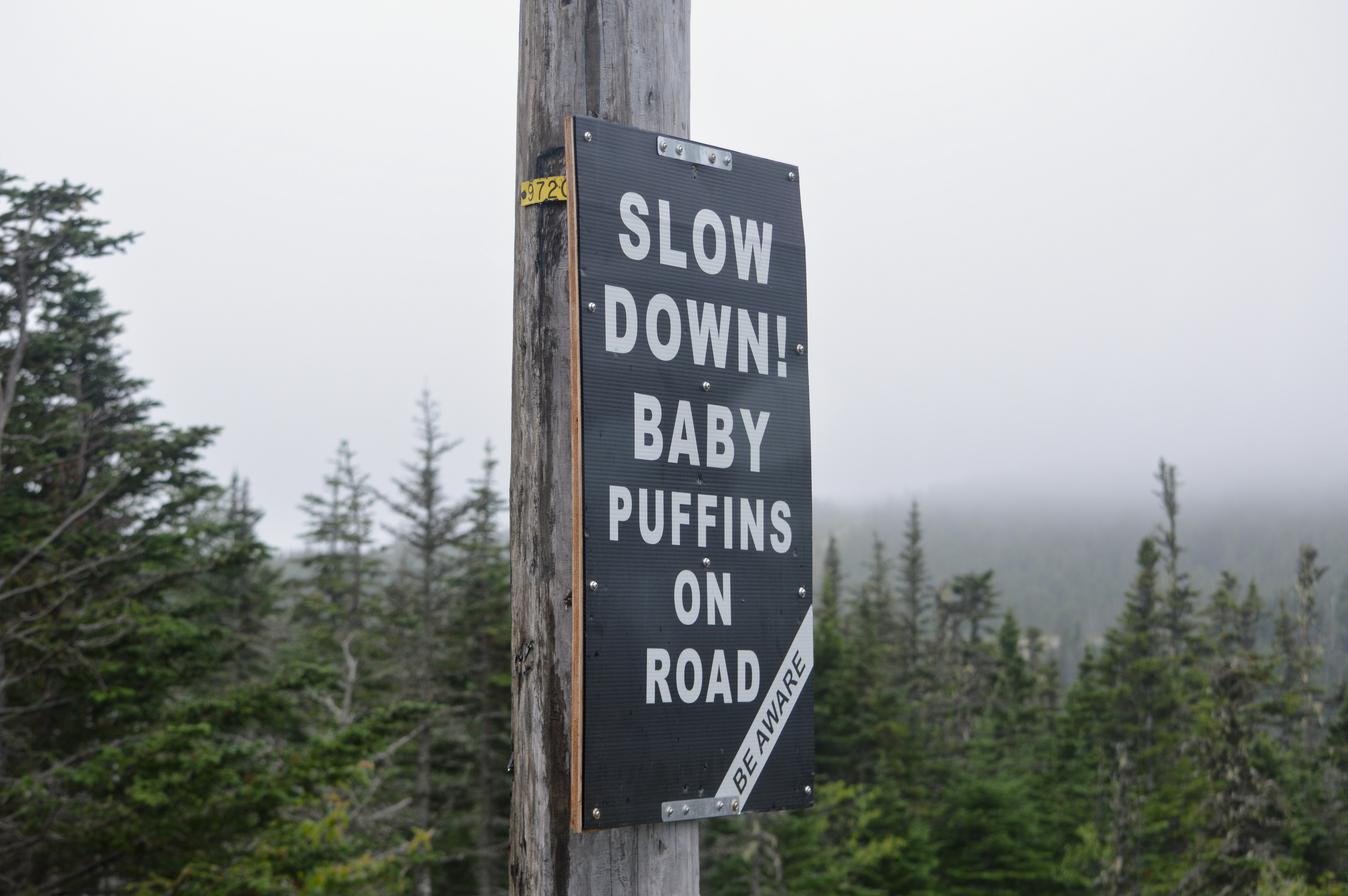
Bord dat autobestuurders waarschuwt voor papegaaiduikerkuikens
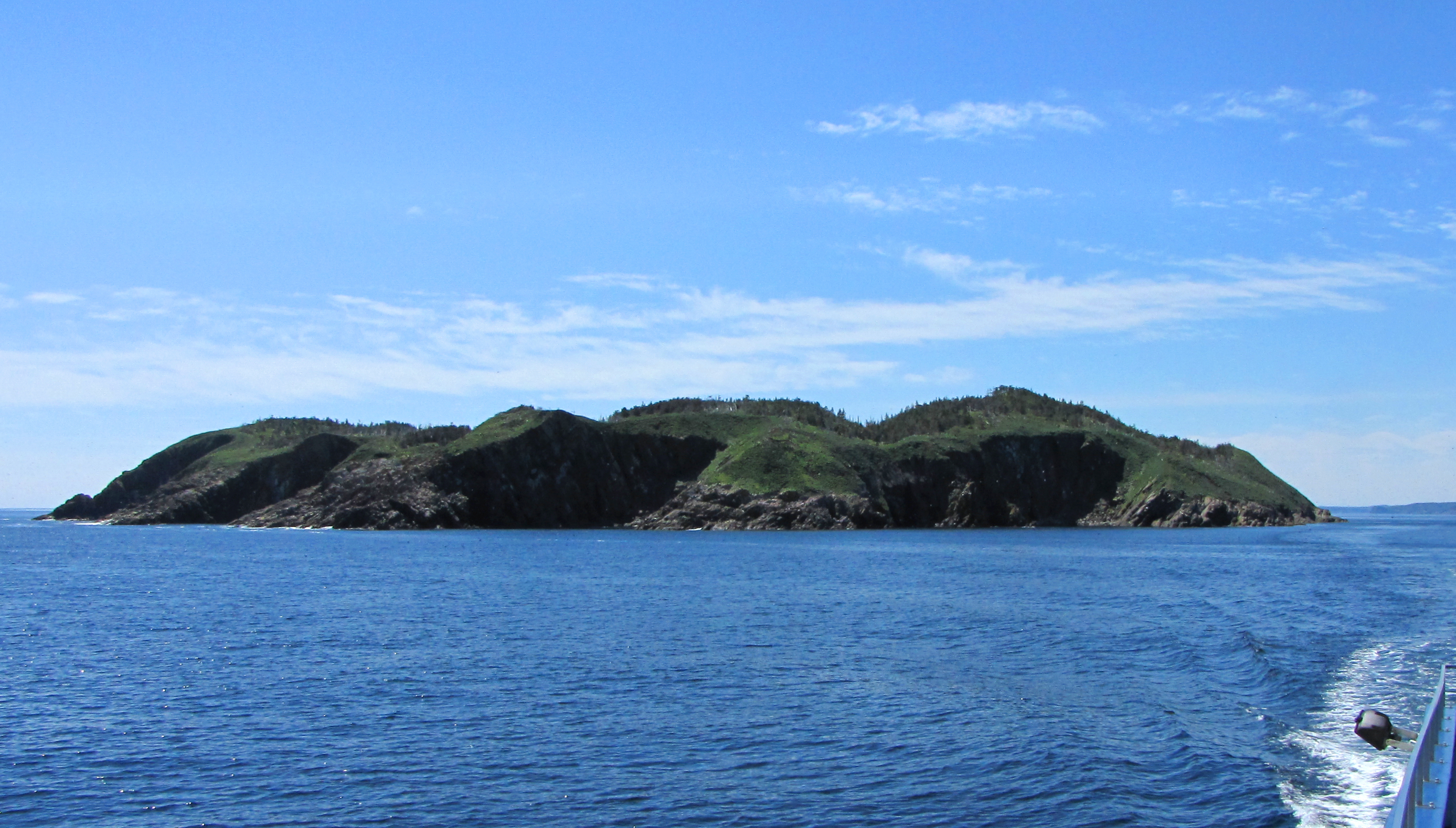
Gull Island, dat aan de rand van Witless Bay ligt, is goed zichtbaar vanuit het dorp